# Ophiogastrella stilesi
Ophiogastrella stilesi är en stekelart som beskrevs av Ian D. Gauld 1988. Ophiogastrella stilesi ingår i släktet Ophiogastrella och familjen brokparasitsteklar. Inga underarter finns listade i Catalogue of Life.